# Куликов, Фёдор Алексеевич
Фёдор Алексе́евич Кулико́в (1918—1977) — гвардии старшина Рабоче-крестьянской Красной Армии, участник Великой Отечественной войны, Герой Советского Союза (1945).

## Биография
Фёдор Куликов родился 22 февраля 1918 года в Сергиевском посаде. После окончания неполной средней школы учился в профтехшколе. В 1938 году Куликов был призван на службу в Рабоче-крестьянскую Красную Армию. Участвовал в боях на Халхин-Голе. С июля 1941 года — на фронтах Великой Отечественной войны. В боях два раза был ранен. К августу 1944 года гвардии старшина Фёдор Куликов был механиком-водителем танка 21-й гвардейской танковой бригады 5-го гвардейского танкового корпуса 6-й танковой армии 2-го Украинского фронта. Отличился во время освобождения Румынии.
В период с 19 до 27 августа 1944 года экипаж Куликова неоднократно отличался в боях за Бырлад, Фокшани и Бузэу, уничтожив в общей сложности 3 танка, 2 штурмовых орудия, 1 противотанковую батарею, а также первым провёл свой танк по мосту через реку Сирет в районе населённого пункта Козмешти несмотря на то, что мост был заминирован.
Указом Президиума Верховного Совета СССР от 24 марта 1945 года за «образцовое выполнение боевых заданий командования на фронте борьбы с немецкими захватчиками и проявленные при этом мужество и героизм» гвардии старшина Фёдор Куликов был удостоен высокого звания Героя Советского Союза с вручением ордена Ленина и медали «Золотая Звезда».
Участвовал в советско-японской войне. В декабре 1945 года Куликов был демобилизован. Проживал в Загорске, работал сборщиком-механиком на Загорском электромеханическом заводе. Скончался 18 мая 1977 года, похоронен на Старом кладбище Сергиева Посада.

## Награды
Был также награждён орденом Красной Звезды и рядом медалей.

## Память
В честь Ф. А. Куликова названа улица в Сергиевом Посаде.